# Punta Laurel
Punta Laurel ist ein Corregimiento des Bezirks Bocas del Toro in der Provinz Bocas del Toro in Panama. Bei der Volkszählung im Jahr 2023 hatte es 1979 Einwohner. Das Corregimiento erstreckt sich über eine Fläche von 71,3 km².

## Bevölkerung
Die folgende Tabelle zeigt die Bevölkerung des Corregimientos Punta Laurel, wie es in den Volkszählungen 2000, 2010 und 2023 erfasst wurde.
| Jahr         | 2000 | 2010 | 2023 |
| ------------ | ---- | ---- | ---- |
| Einwohner    | 966  | 1730 | 1979 |
| davon Männer | 501  | 922  | 998  |
| davon Frauen | 465  | 808  | 981  |

## Orte
Im Corregimiento Punta Laurel befinden sich folgende Orte:
- Cayo de Agua
- Isla Popa No.1
- Isla Popa No.2
- Isla Tigre
- Isla Venado
- Mina de Carbón
- Playa Caracol
- Punta Laurel
- Quebrada Piscina